# Lorenzo Minotti
Lorenzo Minotti, född 8 februari 1967, är en italiensk före detta professionell fotbollsspelare som spelade som försvarare för fotbollsklubbarna Cesena, Parma, Cagliari, Torino och Treviso mellan 1985 och 2001. Han vann en Uefacup (1994–1995), en Coppa Italia (1991–1992), en Cupvinnarcup (1992–1993) och europeiska supercupen (1993), samtliga med Parma. Minotti spelade också åtta landslagsmatcher för det italienska fotbollslandslaget mellan 1994 och 1995, där höjdpunkten var att få ett silver i världsmästerskapet i fotboll 1994.